# Черкаси (назва)
Черкаси — місто в Центральній Україні, яке має велику історію, оскільки було в центрі всіх подій, що впливали на формування української державності.
Походження топоніму Черкаси та його достеменна етимологія лишається нерозв'язаною і дотепер загадкою. Недарма популярний краєзнавець Знойко Олександр Павлович називав її «найцікавішою таємницею вітчизняної історії», яка здатна пролити світло не лише на заснування міста, а й на витоки Козаччини та формування українського етносу як такого. Адже назва міста напряму пов'язана з етнонімом, точніше екзонімом черкаси — власне українці так себе ніколи не називали (з того, що відомо). Це робили сусідні народи, зокрема росіяни-московити, в тому числі у царських грамотах XVII століття, а також кримські татари, про що вперше повідомив 1245 року італійський посол Джованні Да Плано Карпіні.
Однак майже всі дослідники сходяться на тому і шукають коріння назви черкаси в тюркських мовах. На сьогодні існують такі версії:
- найбільш проста, висунута й активно підтримувана вже віддавна російськими та українськими істориками (Василь Татищев, Олександр Рігельман тощо), про те, що українське черкаси напряму походять від одного з етнонімів адигських народів[1], але вона має, крім інших, не менш важливих недоліків (прив'язка географічна і часова, відсутність згадок у джерелах тощо), один «мінус» — черкеси є так само екзонімом для адигських народів (автонімом є адиге);
- доволі оригінальна версія тлумачення етноніму черкаси, яку можливо підлаштувати під теорії заснування міста Черкаси і в домонгольський, і, безпосередньо, монгольський період — від осетинського зооетноніма черкасоги — «орли». Це потім дало початок таким окремим етнонімами, як «черкаси» та «касоги», а вже «полем для діяльності» є справа висунення і/або доведення теорій, кого під цими «черкасогами» мали на увазі давні яси-осетини, і як та чому ця назва отримала прив'язку саме до території Середньої Наддніпрянщини;
- також від тюркизмів виходить Олександр Знойко, стверджуючи, чи назва «черкаси» походить від чири киши або чири кисі (в залежності від діалекту), що означає «люди сили» або «люди армії». Це тлумачення повністю кореспондує ідеї тюрксько-слов'янського єднання в боротьбі проти половців (у домонгольський період), за якою Київська Русь нерідко об'єднувалась з тюрками, що селилися в Нижній Наддніпрянщині[2];
- ще одна версія тлумачення топоніму Черкаси походить від праслов'янського слова čьrkati (черкати межу), так як місто було розташоване на межі Змієвих валів;
- 2016 року вийшла з друку книга Дмитра Куштана та Валерія Ластовського «Археологія та рання історія Черкас», у якій історики відкидають версії виникнення назви саме з азійських джерел. Вони стверджують, що походження назви слід шукати у європейському корінні, а саме, що назва черкаси утворилася в давнину у карпатському регіоні від коренів двох стародавніх мов — іллірійської («чрха» — чорна ріка) і фракійської («кас» — чистий, прозорий). У XIV столітті ця назва була перенесена на нове наддніпрянське місто[3].

Грушевський у своїй праці «Історія України-Руси» скептично сприймав легенду про заснування фортеці черкесами та припускав її заснування у литовський чи руський період.